# Juice jacking

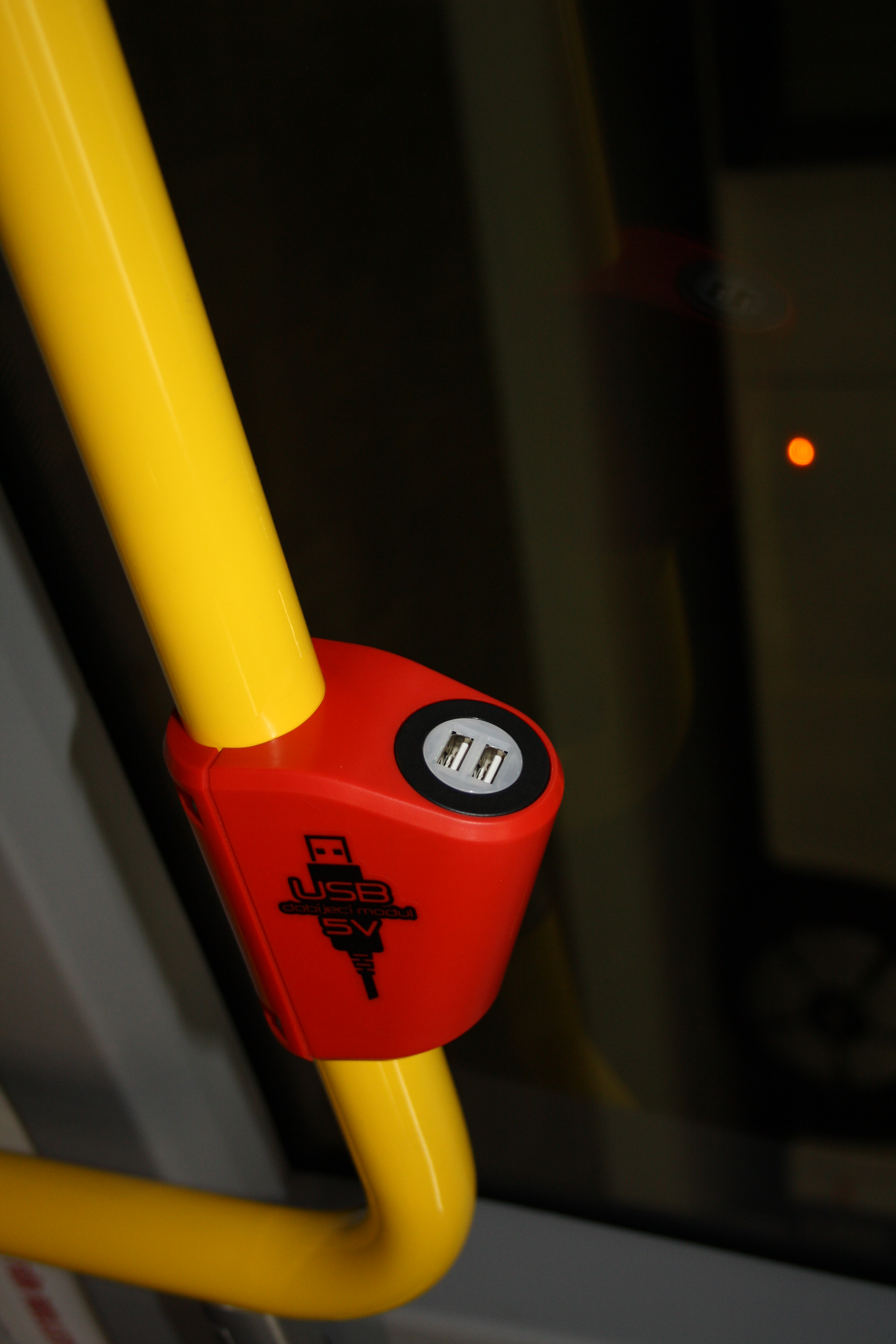
Carregadores USB em um ônibus público

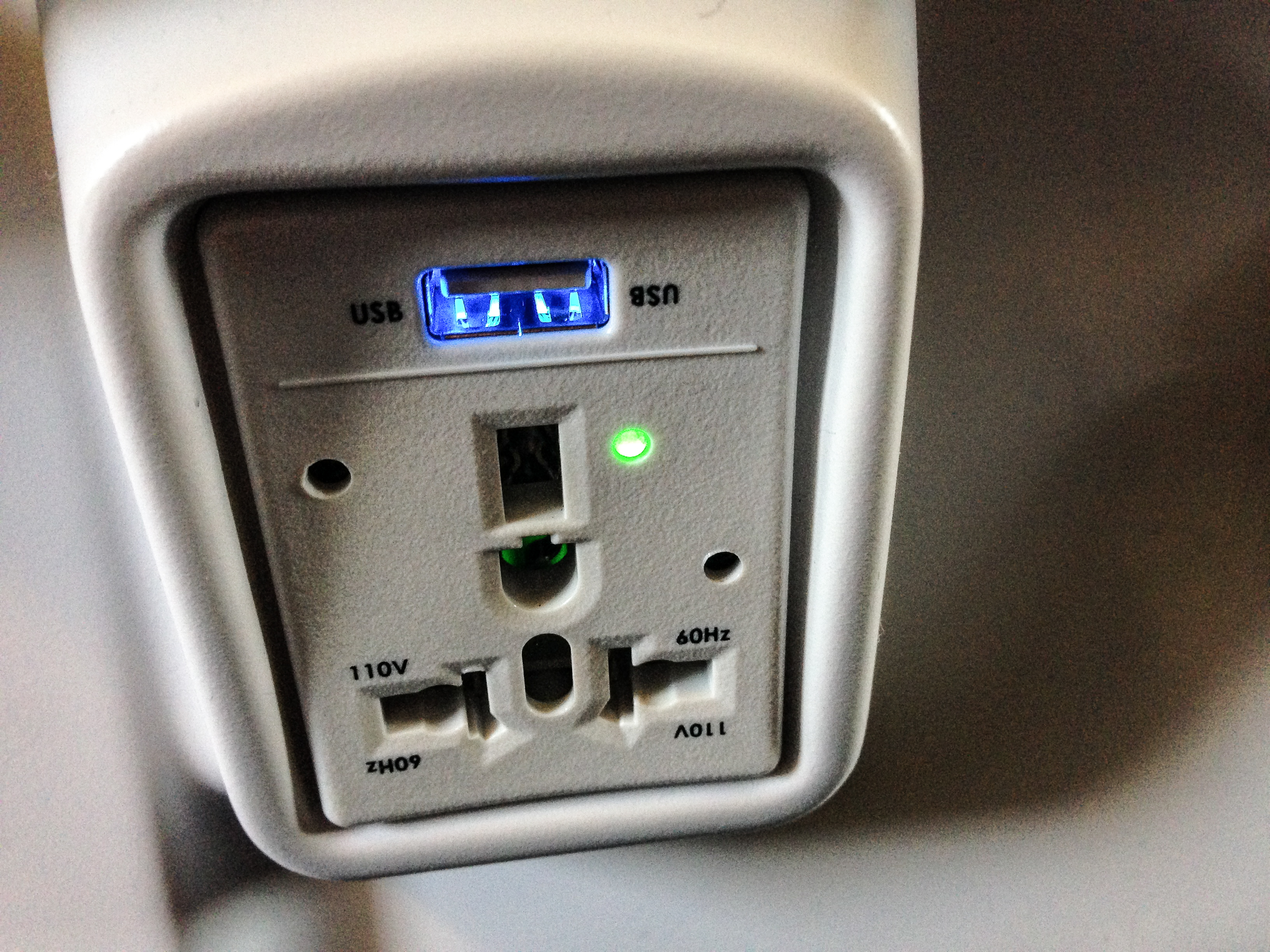
Tomada CA internacional e carregador USB em um avião

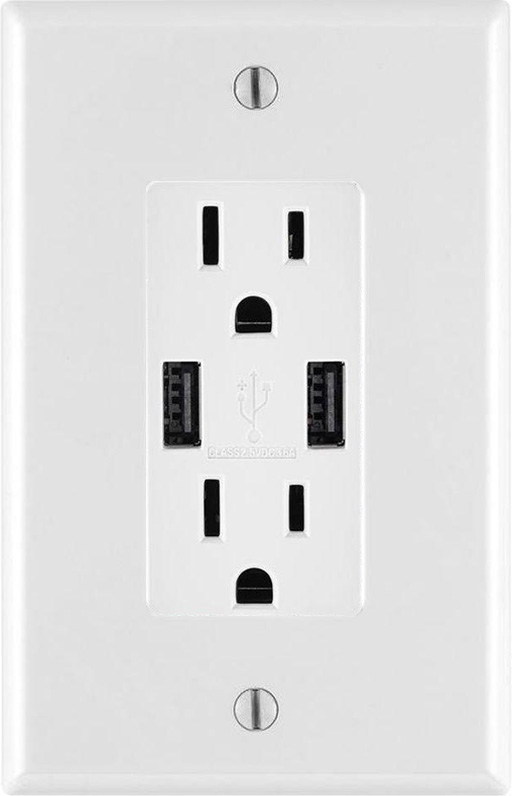
Tomada CA norte-americana com carregador USB

Juice jacking é um tipo teórico de comprometimento de dispositivos como smartphones e tablets que usam o mesmo cabo para carregamento e transferência de dados, normalmente um cabo USB. O objetivo do ataque é instalar malware no dispositivo ou copiar secretamente dados potencialmente confidenciais. Em abril de 2023, não havia nenhum caso confiável de juice jacking relatado fora dos esforços de pesquisa.

## Mitigação

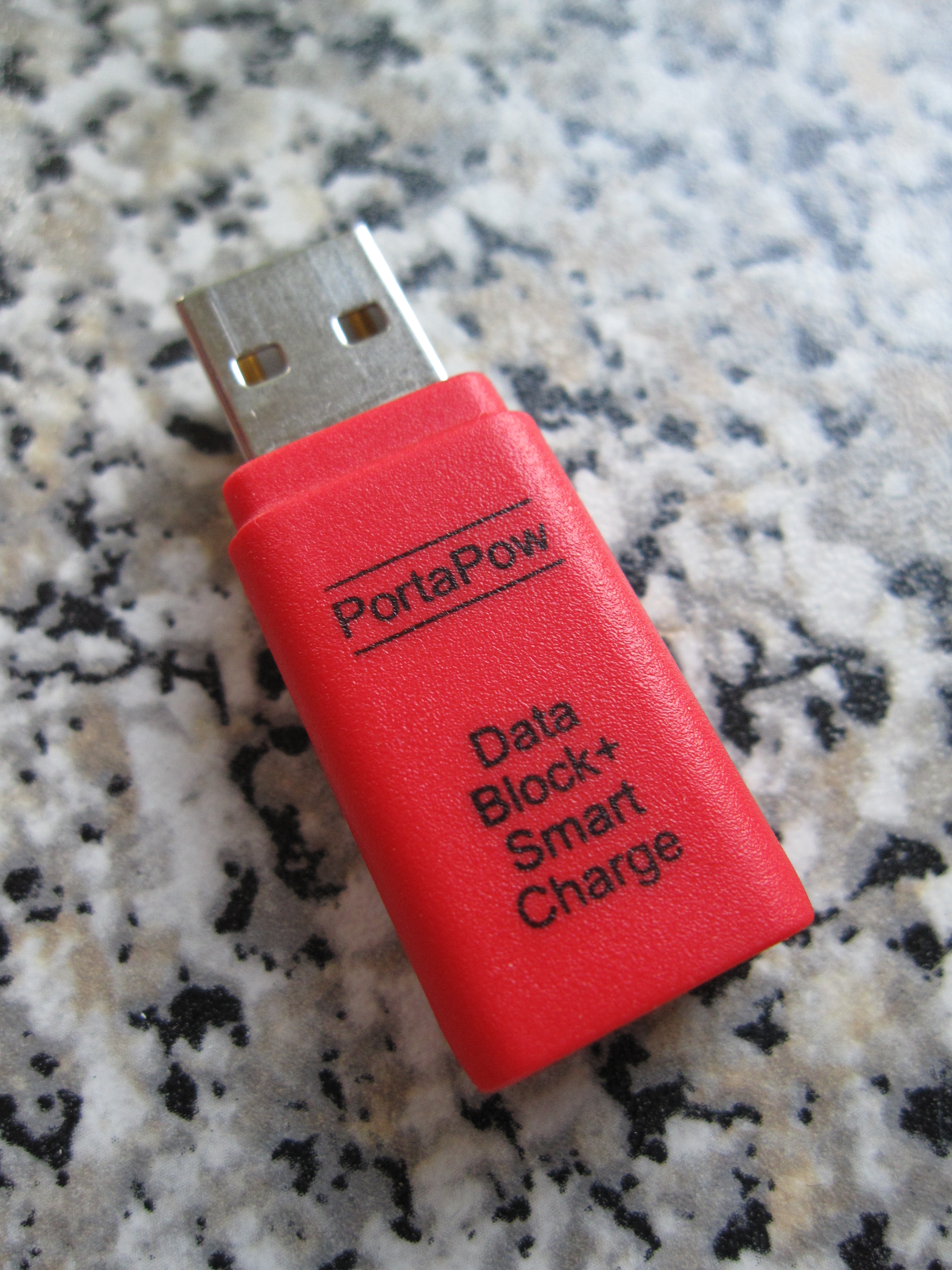
Um bloqueador de dados USB

Já em 2013, dispositivos iOS e Android receberam atualizações para mitigar a ameaça.
O iOS da Apple tomou várias medidas de segurança para reduzir a superfície de ataque via USB, incluindo não permitir mais que o dispositivo seja montado automaticamente como um disco rígido quando conectado via USB, bem como lançar patches de segurança para vulnerabilidades como as exploradas por Mactans.
Dispositivos Android geralmente solicitam ao usuário permissão para que o dispositivo seja montado como um disco rígido quando conectado via USB. Na versão 4.2.2, o Android implementou uma etapa de verificação de lista de permissões para impedir que invasores acessem o Android Debug Bridge sem autorização.

### Mitigação porhardware
O juice jacking não é possível se o dispositivo for carregado por meio de um adaptador CA confiável ou dispositivo de bateria reserva, ou se for usado um cabo USB com apenas fios de energia. Para cabos USB com fios de dados, um bloqueador de dados USB (às vezes chamado de preservativo USB) pode ser conectado entre o dispositivo e a porta de carregamento para impedir a conexão de dados.